# Монс Рюберг
Монс Рюберг (швед. Måns Ryberg; 3 вересня 1918 — 10 квітня 1986) — шведський ботанік.

## Біографія
Монс Рюберг народився 3 вересня 1918 року у Стокгольмі. У 1970—1983 роках був директором Бергіанського ботанічного саду.  Фахівець із помології. У 1975 році він став членом Шведської королівської академії наук.
Помер 10 квітня 1986 року.

## Окремі публікації
- Kungl. vetenskapsakademien, Matrikel 1978, ISSN 0302-6558, sid. 62.